# ¡Bravo Muchachos! Los Grandes Éxitos de Miguel Bosé
¡Bravo muchachos! Los Grandes Éxitos de Miguel Bosé, é a primeira coletânea do cantor espanhol Miguel Bosé, lançado em 1982 pela gravadora CBS.
Duas músicas inéditas aparecem no disco, sendo a mais conhecida "¡Bravo muchachos!". Com esta canção em new wave Bosé volta a adquirir respeito entre o público. Também contou com uma versão em italiano e um videoclipe de produção modesta.

## Faixas
Lado A
1. "¡Bravo muchachos!" (Inédita)
2. "Linda"
3. "Te Amaré"
4. "Voy a Gañar"
5. "Amiga"

Lado B
1. "Don Diablo"
2. "Son Amigos" (Inédita)
3. "Morir de Amor"
4. "Creo en Ti"
5. "Deja Que"